# Uirimji-dong
Uirimji-dong (koreanska: 의림지동) är en stadsdel i staden Jecheon i provinsen Norra Chungcheong, i den centrala delen av Sydkorea, 120 km sydost om huvudstaden Seoul. Den hette före 1 januari 2017 Uiam-dong (의암동).